# Pietro della Scala
Pietro della Scala fou fill natural de Mastino I della Scala. Fou monjo benedictí, i abat de Sant Zenó el 1282. Fou canonge de la catedral de Verona i bisbe de la ciutat el 9 d'octubre de 1350 (confirmat el 1351) fins al 1388 en què fou nomenat bisbe de Lodi, càrrec que va exercir fins al 1390. Va morir a Màntua vers el 1393.